# پاکووراچه
پاکووراچه (به صربی: Pakovraće) یک منطقهٔ مسکونی در صربستان است که در چاچاک واقع شده‌است. پاکووراچه ۷٫۵۳ کیلومتر مربع مساحت و ۴۷۹ نفر جمعیت دارد و ۳۷۹ متر بالاتر از سطح دریا واقع شده‌است.